# كأس العالم 2010 المجموعة الثالثة
مباريات المجموعة الثالثة من كأس العالم لكرة القدم 2010 سوف تلعب من 12-23 يونيو.

|  |

| فريق             | النقاط | فرق | عليه | له | خ | ت | ف  | لعب |
| ---------------- | ------ | --- | ---- | -- | - | - | -- | --- |
| الولايات المتحدة | 3      | 1   | 2    | 0  | 4 | 3 | +1 | 5   |
| إنجلترا          | 3      | 1   | 2    | 0  | 2 | 1 | +1 | 5   |
| سلوفينيا         | 2      | 1   | 1    | 0  | 3 | 2 | +1 | 4   |
| الجزائر          | 3      | 0   | 1    | 2  | 0 | 2 | −2 | 1   |

## الاستعدادات
قرر المدرب الإيطالي لمنتخب إنجلترا فابيو كابيلو خوض 3 مباريات ودية فقط استعدادًا للبطولة حيث استطاع أن يحقق الفوز في جميع المباريات وكانت النتائج بالتغلب على مصر والمكسيك بنفس النتيجة 3-1 واليابان 2-1.
أما بالنسبة إلى منتخب الجزائر فإنه بعد المشاركة في بطولة كأس الأمم الإفريقية التي أقيمت في شهر يناير واحتل فيها المركز الرابع فقد خاض 3 مباريات ودية حيث فاز على الإمارات 1-0 وخسر من صربيا وإيرلندا بنفس النتيجة 0-3.
اكتفى ماتياز كيك مدرب منتخب سلوفينيا بالمشاركة في مباراتين وديتين حيث تغلب على قطر 4-1 وعلى نيوزيلندا 3-1.
بسبب توقف بطولات الأندية في الولايات المتحدة في شهري يناير وفبراير فإن المدرب بوب برادلي قرر خوض 6 مباريات ودية من أجل أن يحافظ لاعبيه على لياقتهم حيث حقق الفوز 3 مرات على السلفادور وتركيا بنفس النتيجة 2-1 وأستراليا 3-1 بينما خسر 3 مرات من هندوراس 1-3 ومن التشيك 2-4 ومن هولندا 1-2.

## التشكيلات
بسبب كثرة عدد النجوم في جميع المراكز فإن كابيلو لم يستطع أن يرضي جميع النقاد الذين انتقدوه في خياراته التي هو مقتنع بها  حيث قرر استبعاد الجناح الأيسر آدم جونسون وضم شون رايت فيليبس كما استبعد الظهير الأيسر ليتون باينز وتفضيل أشلي كول وستيفن وارنوك عليه كما استبعد المهاجم دارين بينت وضم المخضرم إيميل هيسكي كما استبعد لاعب الوسط توم هودلستون مفضلًا عليه مايكل كاريك. وبعد أن استقر على التشكيلة النهائية تعرض المدافع ريو فيرديناند لإصابة أجبرته على الانسحاب فقرر كابيلو استدعاء مايكل داوسون مكانه. كما سيغيب بداعي الإصابة كل من لاعب الوسط ديفيد بيكهام  والمهاجم مايكل أوين. عبر الجناح ثيو والكوت عن احترامه لقرار المدرب باستبعاده  كما انتقد نجم منتخب إنجلترا السابق غيوف هيرست عدم استدعاء آدم جونسون على الرغم من تقديمه أداء عالي المستوى أمام منتخب المكسيك. انضم الظهير الإنجليزي المعتزل غاري نيفيل إلى ركب منتقدي كابيلو حيث صرح بأن ثيو والكوت يقدم مستوى أفضل من أرون لينون وشون رايت فيليبس. برر لاعب الوسط بول سكولز رفضه طلب كابيلو باستدعائه للمشاركة في البطولة بأن الطلب كان متأخرًا حيث كان يجب على المدرب الإيطالي أن يخبره منذ بداية الموسم من أجل أن يستعد للمشاركة في هذه البطولة الهامة التي تحتاج لمجهود بدني ونفسي كبير.
رابح سعدان لم يتعرض لأي انتقادات بسبب استقراره على مجموعة من اللاعبين الذين يعتمد عليهم في كل المباريات باستثناء لاعب الوسط مراد مغني الذي انسحب من القائمة بداعي الإصابة.
أثار كيك الاستغراب عندما قرر استدعاء المهاجم الشاب تيم ماتافز الذي لم يسبق له المشاركة دوليًا مع منتخب سلوفينيا.
قرر برادلي استدعاء الأسماء المعروفة خاصة المهاجم لاندون دونوفان والظهير ستيف تشيروندولو ولكنه قرر الاستغناء عن خدمات المهاجم بريان تشينغ.

## المباريات

### إنجلترا-الولايات المتحدة
بسبب الفضيحة الأخلاقية التي هزت كرة قدم الإنجليزية الشهيرة والتي كانت حول خيانة قائد منتخب إنجلترا جون تيري لزميله في النادي سابقا والمنتخب واين بريدج مع زوجة الأخير فإن فابيو كابيلو اضطر تحت ضغط من الرأي العام إلى نقل شارة القيادة إلى المدافع ريو فيرديناند  ولكن الأخير تعرض للإصابة التي ابتعد تماما عن البطولة وبالتالي تم تسليم شارة القيادة إلى لاعب الوسط ستيفن جيرارد الذي عبر عن فخره بهذا الأمر  كما تم تعيين لاعب الوسط فرانك لامبارد نائبا له. صرح الظهير أشلي كول بأن منتخب إنجلترا مستعد لتحقيق بطولة كأس العالم  كما أنه لا يجب الاستهانة بالخصوم  كما أكد جون تيري على أن خط الدفاع سيظهر قوته للجميع في مباريات البطولة. ديفيد جيمس يصرح بأنه واثق من مشاركته أساسيا في مباراة الولايات المتحدة  ولكن كابيلو يقرر اختيار روبرت غرين حارسا أولا. من خلال الفحص الطبي فقد تبين أن لاعب الوسط غاريث باري سيغيب عن أول مباراتين في البطولة. صرح قلب الدفاع ليدلي كينغ بأنه يرغب في أن يكون بديل ريو فيرديناند في التشكيلة الأساسية  وهذا ما حصل كما أيد المدير الفني سام ألارديس ما قاله كينغ واعتبره حتى أفضل من فيرديناند وتيري  كما أيده تيري نفسه بأن اللاعب الأنسب للحلول مكان فيرديناند. يدافع إيميل هيسكي عن عصبية واين روني المشهورة بأنها دافعها هو السعي نحو تحقيق الانتصارات  بينما صرح نجم منتخب إنجلترا السابق ستيوارت بيرس بأن أشكي كول هو أفضل ظهير أيسر في تاريخ إنجلترا. قامت عدة شخصيات بترشيح منتخب إنجلترا للفوز بالبطولة مثل لوسيو ، ليونيل ميسي ، خوان مانويل ماتا ، زفن غوران إريكسون ، وآلان شيرر  بينما استبعد يوهان كرويف فوز إنجلترا بالبطولة بسبب عقلية كابيلو الذي يهتم بالنتيجة على حساب الأداء. أما في الجانب الآخر فإن المدافع جوناثان سبكتور أبدى قلقه من مواجهة الإنجليز بسبب كثرة اللاعبين الموهوبين في جميع المراكز  ورشح المدير الفني الفرنسي لفريق آرسنال أرسين فينغر منتخب الولايات المتحدة لتحقيق مفاجأة البطولة  وأيده في كلامه المهاجم لاندون دونوفان. بدأت المباراة في الساعة الثامنة والنصف حسب التوقيت المحلي. تناقل عناصر المنتخب الإنجليزي الكرة فيما بينهم من على خط التماس جهة اليمين بواسطة غلين جونسون ثم لامبارد إلى هيسكي في العمق الهجومي ليمرر لاعب أستون فيلا كرة ذكية داخل منطقة الجزاء لستيفن جيرارد الذي كان يتحرك من دون كرة طيلة الوقت حتى وصلت إليه الكرة أمام المرمى ليضعها بوجه قدمه اليمنى على يسار الحارس تيم هاوارد الذي خرج من مرماه محاولاً غلق الزاوية على ستيفن إلا انه فشل في ذلك ليعلن قائد ليفربول وإنجلترا عن أول أهداف المنتخب في مونديال 2010. استطاعوا الأمريكان تحقيق التعادل عندما سدد كلينت ديمبسي الكرة على روبرت غرين في الدقيقة 40 وذهبت الكرة في منتصف المرمى سهلة جداً وبطيئة لكنه لم يستطع التصدي لها فقدت سقطت من بين يديه بغرابة شديدة لتتحول في الشباك معلنة عن التعادل 1/1 وسط خيبة أمل المدير الفني للمنتخب الإنجليزي فابيو كابيللو. لتنتهي المباراة بالتعادل الإيجابي. بعد نهاية المباراة صرح كابيلو بأنه سعيد بالأداء ولكنه خائب من النتيجة  واستبعد تيري أن تكون النتيجة كارثية  بينما قال جيرارد بأن زملائه استغرقوا وقتا طويلا للاستفاقة من صدمة دخول الهدف. قال غرين بأنه عازم على عدم تكرار مثل هذه الأخطاء ولكن مهاجم منتخب إنجلترا المعتزل ألان شيرر قال بأنه لا يعتقد بأنه سيرى غرين يحرس مرمى منتخب إنجلترا مستقبلا. وفي المقابل فقد أبدى الحارس الأمريكي تيم هاوارد تعاطفه مع نظيره الإنجليزي غرين  بينما المدرب بوب برادلي سعيد بالنتيجة.

### الجزائر-سلوفينيا
| الجزائر | 0 – 1  | سلوفينيا  |
| ------- | ------ | --------- |
|         | Report | كورين 79' |

| الجزائر | Slovenia |

| ALGERIA:       |    |                 |         |     |
|                |    |                 |         |     |
| GK             | 16 | فوزي شاوشي      |         |     |
| RB             | 4  | عنتر يحي (c)    |         |     |
| CB             | 2  | مجيد بوغرة      |         |     |
| CB             | 5  | رفيق حليش       |         |     |
| LB             | 3  | نذير بلحاج      |         |     |
| RM             | 8  | مهدي لحسن       |         |     |
| CM             | 15 | كريم زياني      |         |     |
| LM             | 19 | حسان يبدة       | 90+5'   |     |
| RW             | 21 | فؤاد قادير      |         | 82' |
| SS             | 13 | كريم مطمور      |         | 81' |
| CF             | 11 | رفيق جبور       |         | 58' |
| Substitutions: |    |                 |         |     |
| FW             | 9  | عبد القادر غزال | 59' 73' | 58' |
| FW             | 10 | رفيق صايفي      |         | 81' |
| MF             | 17 | عدلان قديورة    |         | 82' |
| المدرب:        |    |                 |         |     |
| رابح سعدان     |    |                 |         |     |

| SLOVENIA:      |    |                      |       |     |
|                |    |                      |       |     |
| GK             | 1  | سمير هاندانوفيتش     |       |     |
| RB             | 2  | ميتشو بريتشكو        |       |     |
| CB             | 4  | ماركو شولير          |       |     |
| CB             | 5  | بوشتيان سيزار        |       |     |
| LB             | 13 | يويان جوكيتش         |       |     |
| RM             | 17 | أندراز كيرم          |       |     |
| CM             | 8  | روبيرت كورين (c)     |       |     |
| CM             | 18 | ألكساندر رادوسالفيتش | 35'   | 87' |
| LM             | 10 | فالتر بيرسا          |       | 84' |
| SS             | 14 | زلاتكو ديديتش        |       | 53' |
| CF             | 11 | ميليفوي نوفاكوفيتش   |       |     |
| Substitutions: |    |                      |       |     |
| FW             | 9  | زلاتان ليوبييانكيتش  |       | 53' |
| FW             | 7  | نييتش بيتشينك        |       | 84' |
| MF             | 20 | أندري كوماتش         | 90+3' | 87' |
| المدرب:        |    |                      |       |     |
| ماتياز كيك     |    |                      |       |     |

| رجل المباراة: روبرت كورين (شلوفينيا) مساعد الحكم: ليونيل ليال (كوستاريكا) كارلوس باسترانا (هندوراس) الحكم الرابع: بيتر أولاري (نيوزيلندا) الحكم الخامس: بريند بيست(نيوزيلندا) |

قبل المباراة تحدث المدافع الجزائري رفيق حليش بأنه من واجب لاعبي منتخب الجزائر تشريف الجزائر والعرب وأن يتم تقديم أداء مميز. واعترف المدرب رابح سعدان بأن لاعبيه لا يمتلكون الخبرة في اللعب في بطولة كأس العالم ولكن مباراة سلوفينيا ستكون الحاسمة للصعود إلى الدور الثمن النهائي  وأن سيثبت عكس ظنون المشككين في قدراته. قرر زين الدين زيدان الحضور إلى جنوب أفريقيا من أجل تشجيع فرنسا والجزائر. أكد رئيس الاتحاد الجزائري محمد روراوة بأن الحارس فوزي شاوشي نفذ عقوبة الإيقاف 3 مباريات دولية وأنه مستعد للمشاركة أساسيا في مباراة سلوفينيا. قرر الاتحاد الدولي لكرة القدم استبدال حكم المباراة التشيلي بابلو بوزو بالغواتيمالي كارلوس بارتيس من دون توضيح الأسباب. قرر سعدان تسليم شارة القيادة للظهير عنتر يحيى  بدلا من القائد السابق لاعب الوسط يزيد منصوري مما دعا الأخير إلى أن يقرر الرحيل ولكنه تراجع في اللحظات الأخيرة. تفاجأ الجهاز الفني للمنتخب الجزائري بتعرض يحيى  والمهاجم رفيق جبور  للإصابة مما يهدد من فرصة مشاركتهما في المباراة ولكنهما استطاعا استعادة لياقتيهما البدنية. اعترف المدافع مجيد بوقرة بأن المباراة المقبلة صعبة ولكنهم سيقدمون أداء عالي المستوى. وفي المقابل لم يصد سوى تصريح وحيد من المهاجم ميليفوي نوفاكوفيتش الذي وجه تحذيرا إلى لاعبي المنتخب الجزائري بأنهم سيحققون الفوز وبالتالي تعزيز حظوظهم في الصعود إلى الدور الثمن النهائي. بدأت المباراة في الساعة الواحدة والنصف. دفع رابح سعدان بالمهاجم عبد القادر غزال بدلاً من رفيق جبور الذي اصطدم في بداية مشاركته في الدقيقة 58 بالحصول على بطاقة صفراء عندما لمس الكرة بيده اليمنى داخل منطقة الجزاء محاولاً تمهيد الكرة لنفسه لإحراز هدف التقدم لكن الحكم تفطن للكرة وقام بإشهار البطاقة الحمراء له في الدقيقة 74 لتهبط معنويات نجوم المنتخب الأخضر ويأتي هدف الفوز لسلوفينيا في الدقيقة 79 إثر تسديدة مقوسة للاعب الوسط روبرت كورين وذهبت كرته لولبية بعض الشيء ومع محاولة فوزي شاوشي غير الجادة لإبعاد الكرة وذلك باحتضانها لتعبر الكرة إلى الشباك في خطأ فادح لا يغتفر للحارس. وقال رابح زياني والد لاعب منتخب الجزائر كريم زياني بأن طرد غزال أثر بالسلب على المنتخب  بينما أكد سعدان على ثقته في أن يظل شاوشي حارسا أساسيا للمنتخب في المباريات المقبلة. رأى المدرب ماتياز كيك أن منتخب سلوفينيا استحق الفوز لأنه استطاع أن يسجل الهدف.

### سلوفينيا – الولايات المتحدة
سافر الرئيس السلوفيني دانيلو تيرك إلى جنوب أفريقيا لحضور مباراة منتخب سلوفينيا أمام منتخب الولايات المتحدة. أكد مدرب سلوفينيا ماتياز كيك أن فريقه جاهز لمواجهة المنتخب الأمريكي وقال بيك إنه يدرك مدى قوة المنتخب الأمريكي الذي تعادلت معه إنجلترا بهدف لكل فريق وأشار إلى صعوبة المواجهة ووصفها بالاختبار القوي. قال قائد منتخب سلوفينيا روبيرت كورين أن هدف سلوفينيا هو التأهل للدور الثمن النهائي. قال مدرب منتخب الولايات المتحدة بوب برادلي المباراة قريبة من أن يكون الفوز ضروريا فيها ولكن الشيء المؤكد هو أنك لا يمكن أن تخسرها. أعلن الاتحاد الأمريكي لكرة القدم أن حالة حارس المرمى المصاب تيم هاوارد تحسنت بشكل كبير ويتوقع أن يشارك في المباراة المقررة أمام المنتخب السلوفيني. بدأت المباراة في تمام الساعة الرابعة. باغت المنتخب السلوفيني منافسه الأمريكي بهدف التقدم في الدقيقة 13 عندما سدد فالتر بيرسا الكرة بيسراه من نحو 30 مترا لتسكن الشباك على يسار الحارس الأمريكي تيم هاوارد. على عكس اتجاه سير اللعب نجح المنتخب السلوفيني في تسجيل الهدف الثاني في الدقيقة 42 اثر تمريرة بينية متقنة من ميليفوي نوفاكوفيتش إلى زلاتان ليوبانكيتش الذي انفرد بالحارس الأمريكي وأودعها في الزاوية البعيدة على يسار الحارس لحظة خروجه لتكون الهدف الثاني للمنتخب السلوفيني. كثف المنتخب الأمريكي من هجومه في بداية هذا الشوط من أجل تعديل النتيجة ونجح لاعبه الكبير لاندون دونوفان في تحقيق ذلك بالفعل عندما تلقى تمريرة طولية في الدقيقة 48 وصلت إليه خلف مدافعي سلوفينيا لينطلق بها ويخترق منطقة جزاء الفريق السلوفيني ويسددها صاروخية من مسافة قريبة ومن زاوية صعبة لم يستطع سمير هاندانوفيتش أن يفعل لها شيئا ليهتز بها سقف المرمى. كثف المنتخب الأمريكي محاولاته وضاعف من تسديداته في الدقائق الباقية من اللقاء حتى نجح ميكائيل برادلي في تسجيل هدف التعادل في الدقيقة 82 اثر تمريرة طولية هيأها جوزي ألتيدور برأسه إلى برادلي الذي أودعها الشباك لينقذ المنتخب الأمريكي من الهزيمة. تم اختيار مهاجم منتخب الولايات المتحدة لاندون دونوفان أفضل لاعب في المباراة. أعرب ماتياز كيك مدرب للمنتخب السلوفيني عن انزعاجه من الأخطاء التي ارتكبها في الشوط الثاني حيث قال فريقي أظهر أن لديه الكثير من الإمكانيات ورغم ذلك ما زلنا في وضع جيد بعدما حصلنا على نقطة التعادل. أعرب كارلوس بوكانيغرا قائد المنتخب الأمريكي عن استيائه من المستوى الذي ظهر عليه الحكم المالي كومان كوليبالي حيث قال كان قرارا مزعجا من الحكم لأن العديد من لاعبي فريقي تعرضوا للإعاقة داخل منطقة الجزاء وإذا كان هناك أي خطأ فإنه كان لصالحنا. وكان اللاعب البديل موريس إيدو قد سجل هدفا قبل ست دقائق من نهاية المباراة ولكن الحكم ألغاه بدعوى وجود خطأ من أحد لاعبي المنتخب الأمريكي داخل منطقة جزاء سلوفينيا بينما قال لاندون دونوفان صاحب الهدف الأول للمنتخب الأمريكي أنه شعر بالضيق من قرار الحكم مشيرا إلى أن فريقه دفع الثمن لقلة خبرة كومان كوليبالي.

### إنجلترا - الجزائر
تسلم الحارس الإنجليزي روبرت غرين رسالة مطمئنة من الحارس السويدي الدولي السابق توماس رافيلي الذي حصل مع منتخب بلاده على المركز الثالث في كأس العالم 1994 حيث قال أنه شعر بالأسف لغرين عندما شاهد خطئه الفادح أثناء تنفيذ الأمريكي كلينت ديمبسي تسديدة ضعيفة من مسافة بعيدة وأوضح رافيلي لقد تأثرت بشدة وشعرت بقدر كبير من التعاطف لذا أرسلت رسالة نصية إلى طبيب المنتخب الإنجليزي ليف سوارد الذي أعرفه منذ 20 عاما وطلبت منه نقل تعاطفي إليه وأكد رافيلي أنه كان محظوظا لعدم ارتكابه أخطاء مشابه خلال مسيرته برغم أنه أخذ نصيبه من الأخطاء بين القائمين. أعلن الإيطالي فابيو كابيللو مدرب المنتخب الإنجليزي أن لاعب خط الوسط غاريث باري سيشارك في التشكيل الأساسي حيث قال غاريث سيخوض مباراة يوم الجمعة، إنه على ما يرام ولا توجد مشكلة. لقد تدرب جيدا وأصبح لائقا بينما قال المهاجم واين روني إننا نعرف من هو كلاعب. إنه بارع في الحفاظ على الكرة  وقال كابيللو إنه يفكر في استبعاد المهاجم إيميل هيسكي وإشراك جيرمان ديفو. رفض الإيطالي فابيو كابيللو مدرب المنتخب الإنجليزي انتقادات الألماني فرانز بيكنباور بشأن طريقة لعب المنتخب الإنجليزي بينما ساند المدافع ماثيو أبسون مدربه قائلا نريد الفوز في المباريات لذلك سنلعب بالطريقة التي نحقق بها ذلك وأوضح مهما كان (بيكنباور) يعتقد عن طريقة لعبنا من وجهة نظره لو أننا متهمون بالركل والعدو وفزنا بشيء لا أعتقد أن الكثيرين سيتذمرون. قال المدافع جيمي كاراغر أعتقد أن الجزائر كانت سيئة الحظ في هذه المباراة. كنا نفضل أن تنتهي هذا المباراة بالتعادل ولكن الجزائر لعبت بعشرة لاعبين ثم سجلت سلوفينيا هدفها. كانت كفتا الفريقين متعادلتين ولكنني أعتقد أن الجزائر تفوقت قليلا في الأداء وأعتقد أن الكرة أخذت اتجاها غريبا (في هدف سلوفينيا). ربما لا نعرف عنهم الكثير حقا ولكننا حاولنا تغيير هذا الأمر طوال الأسبوع فقد حصلنا على جميع الشرائط المصورة والمعلومات التي نحتاجها. الأمر يشبه كثيرا عندما تلعب مع ناديك أمام فريق أوروبي ما فأنت حينها تجد نفسك لا تعرف شيئا عن الفريق ولكنك تشاهد شرائطه المصورة قبل بضعة أيام من مواجهتك له. صرح قائد منتخب إنجلترا ستيفن جيرارد أن عودة غاريث باري تعد شيئا رائعا. إنه يستحوذ على الكرة بهدوء وسيمنحنا الحماية المطلوبة للاعبي ارتكاز وسط الملعب. إنه يدعم التشكيل الأساسي. أسقط المدرب الإيطالي فابيو كابيللو مدرب المنتخب الإنجليزي حارس المرمى روبرت غرين من حساباته للتشكيل الأساسي واختار ديفيد جيمس ليكون مكانه. قرر رابح سعدان مدرب المنتخب الجزائري إشراك رياض بودبوز في التشكيل الأساسي حيث سيحل مكان كريم مطمور الذي سيتحول للعب في مركز قلب هجوم بدلا من رفيق زهير جبور الذي سيجلس على مقاعد البدلاء. قال رابح سعدان مدرب المنتخب الجزائري أن فريقه سيعمل كل شيء من اجل الفوز على إنجلترا. المباراة ستكون معقدة وليس لدينا ما نخسره فيها، المنتخب الإنجليزي يوجد أمام الأمر الواقع ولديه مدرب واقعي ومحترف وسيلعب هو الأخر من اجل الفوز. وتابع قلت للاعبين اليوم عليكم بإعادة نفس الأداء الذي قدمتموه ضد سلوفينيا مع العمل على تحسينه في جوانب معينة. عاينت الإنجليز ووقفت على نقاط قوتهم وضعفهم مثلما هم يعرفون كل شيء عنا. قال مجيد بوقرة إن واين روني لاعب جيد لكن لا يمثل وحده منتخب إنجلترا لأن هناك لاعبين جيدين مثل بيتر كراوتش وإيميل هيسكي وآخرين وأضاف أنه يجب الاحتياط من روني ولا يجب تركه يسدد من بعيد. أكد القائد عنتر يحيى أن اللعب ضد إنجلترا هو أكبر تحفيز للاعبين الجزائريين الذين يسعون إلى إحداث المفاجأة ووضع عنتر يحيى تصريحات روني التي استهان فيها بالمنتخب الجزائري ضمن خانة الحرب النفسية مشيرا إلى أن الرد عليها سيكون فوق الميدان يوم المباراة كما أكد أن روني يعد من أحسن اللاعبين في تشكيلة منتخب بلاده. وقال نذير بلحاج لقد ضيعنا المباراة أمام سلوفينيا ونحن نحضر بكل قوة للمباراة القادمة والكبيرة ضد إنجلترا. ليس لدينا خيار سوى الفوز والإنجليز هم أيضا مطالبون بذلك. ستكون إذن مباراة مفتوحة وسنحاول كل ما استطعنا القيام به من خلال إجادة الدفاع جماعيا وبطريقة ذكية والانطلاق في حملات معاكسة سريعة لأن لديهم بعض النقائص في الدفاع ينبغي استغلالها وتابع المواجهة ستكون قوية وستعرف الكثير من الصراعات الثنائية. الإنجليز أقوياء سواء من الناحية الفنية أو من حيث الاندفاع البدني. لا يهم الحارس الذي سيلعب نحن بحاجة إلى تسجيل الأهداف للفوز والبقاء في السباق. لدينا لاعبون في الهجوم يملكون إمكانيات فنية هائلة. الهجوم هو كل الفريق لنمدهم بكرات جيدة وسنرى ماذا يمكن أن يفعله رفيق صايفي وكريم مطمور ورفيق جبور. قال لاعب الوسط حسان يبدة شاهدت مباراة إنجلترا أمام الولايات المتحدة وأعتقد أنها كانت مباراة جيدة. لا أرى العديد من نقاط الضعف في المنتخب الإنجليزي فهم يمتلكون العديد من اللاعبين الجيدين ولكننا سنحاول بذل قصارى جهدنا حيث أننا نريد الفوز بمباراتينا الأخيرتين بدور المجموعات من أجل التأهل للدور التالي. استعد لاعبو المنتخب الجزائري للمباراة المهمة المقررة أمام نظيره الإنجليزي بمشاهدة فيلم معركة الجزائر الذي يروي قصة حرب الشوارع التي خاضها مجاهدو حزب جبهة التحرير الوطني ضد المستعمر الفرنسي بالعاصمة الجزائر. أعرب فوزي شاوشي حارس المنتخب الجزائري عن غضبه من قرار المدرب رابح سعدان الذي استبدله بزميله رايس مبولحي. هاجم عنتر يحيى قائد المنتخب الجزائري الصحافة الفرنسية بشدة وطالبها بالاهتمام بمنتخب بلادها بدلا من الاهتمام بالمنتخب الجزائري وكانت صحيفة ليبيراسيون انتقدت بشدة في مقال لها أداء المنتخب الجزائري في مباراته أمام سلوفينيا وذهبت إلى حد التجريح والتهجم على اللاعبين بأسلوب ساخر قبل أن تقدم اعتذارا. بدأت المباراة في تمام الساعة الرابعة. انتزع المنتخب الجزائري تعادلا سلبيا ثمينا من نظيره الإنجليزي. حصل جيمي كاراجر على البطاقة الصفراء الثانية له في البطولة خلال المباراة التي تعادل فيها المنتخب الإنجليزي مع نظيره الجزائري سلبيا ليغيب بذلك عن الفريق الإنجليزي في مباراته أمام سلوفينيا ومن المرجح أن يشارك ماثيو أبسون مكانه. اعترف فابيو كابيلو أن الخطة التي لعب بها المنتخب الجزائري لم تسمح لنا بإيجاد المساحات المناسبة وخلق الفرص للتسجيل كما لم تستغل الإمكانيات المتاحة للتصويت من بعيد. الجزائر دافعت جيدا ولعبت مباراة قوية ونتيجة التعادل جيدة أيضا لها. لم أعرف فريقي اليوم لقد لعب بطريقة مخالفة عن تلك التي لعبوا بها في التدريبات أو خلال المباراة الأولى ضد الولايات المتحدة. ضيعنا العديد من التمريرات ولم نتحكم في الكرة. علينا أن نستعيد مستوانا الذي ظهرنا به في التصفيات أو ضد الولايات المتحدة سريعا حتى نتحرر ونتطلع إلى أدوار متقدمة. قال رابح سعدان المباراة كانت مليئة بالفرجة ولاحت فرصا للجانبين لكن لا أحد تمكن من التسجيل. كنا قادرين على حسم المباراة لصالحنا مثلما كانوا هم قادرين على فعل ذلك. المنتخب الجزائري لعب اليوم كرته المعروفة المتمثلة في التمريرات القصيرة والتحركات السريعة كما أن استرجاعهم للثقة ساعدهم على أداء مباراة كبيرة. نتيجة اليوم هي أحسن رد على كل أولئك الذين انتقدونا. كنت خائفا أن لا يدخل اللاعبون مباشرة في المباراة وهو ما لم يحدث لحسن الحظ، كما أن المنتخب الإنجليزي لم يلعب بنفس المستوى الذي ظهر به في المباراة الأولى أمام الولايات المتحدة ولا أعرف الأسباب.

### الولايات المتحدة - الجزائر

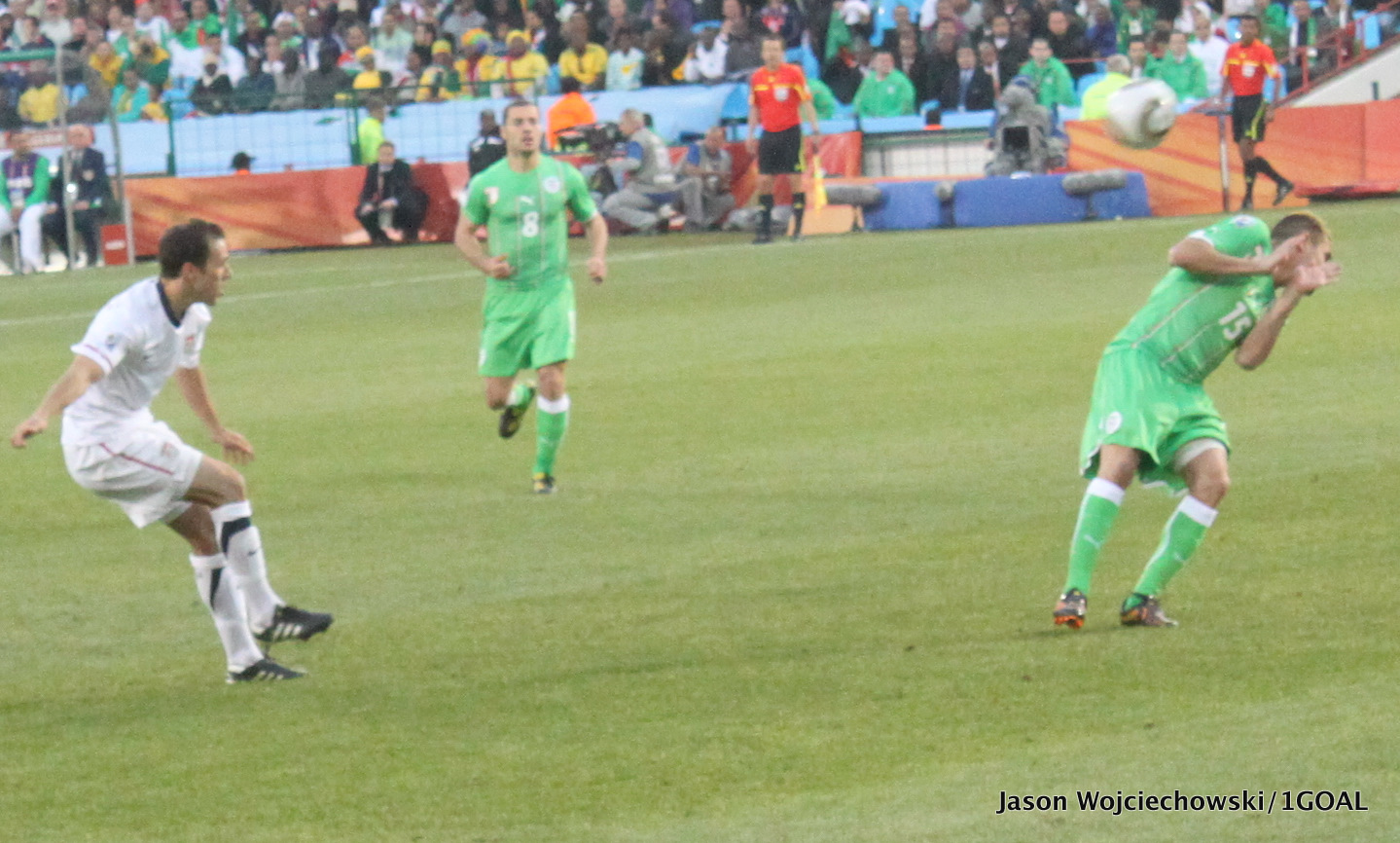
الولايات المتحدة مع الجزائر

قال بوب برادلي المدير الفني للمنتخب الأمريكي إنه يحترم المنتخب الجزائري لكن على فريقه تحقيق الفوز لتعويض خيبة أمله في كأس العالم 2006 وأكد برادلي أن الفريق سيعمل على استخلاص الدروس الإيجابية من المباراة الماضية أمام سلوفينيا عندما كان متخلفا بهدفين وأشار برادلي إلى أن كرة القدم في بلاده تشهد تطورا مستمرا وأن العبور إلى الدور الثاني سيزيد حتما من شعبيتها. حظي لاعبو المنتخب الجزائري بزيارة عائلاتهم لهم مباشرة بعد نهاية المباراة أمام المنتخب الإنجليزي وتناول الآباء والأمهات وجبة العشاء مع كامل أفراد البعثة الجزائرية بفندق سوترن سان نيولندز بمدينة كيب تاون في جو حميمي وعائلي. يتطلع رايس مبولحي إلى حراسة مرمى المنتخب الجزائري في مباراته الحاسمة أمام نظيره الأمريكي وأكد مبولحي أنه جاهز للمباراة أمام أمريكا وأنه لا يخشى هذا المنتخب أو لاعبيه مشددا على ضرورة الفوز بالمباراة للعبور إلى الدور الثاني. طالب محمد روراوة رئيس الاتحاد الجزائري لكرة القدم لاعبي المنتخب بتحقيق الفوز على نظيره الأمريكي. قرر رابح سعدان المدير الفني للمنتخب الجزائري اللعب بمهاجمين اثنين في المباراة أمام المنتخب الأمريكي وقام سعدان خلال الحصة التدريبية بتجربة عدة بدائل على مستوى خط الهجوم كاللعب برياض بودبوز وكريم مطمور ثم مطمور ورفيق زهير جبور وأخيرا مطمور وعبد القادر غزال وأكد سعدان أن التغيير الوحيد الذي سيدخله على التشكيل الأساسي يخص خط الهجوم وأن الحارس رايس مبولحي ضمن مكانه الأساسي مثله مثل باقي العناصر التي شاركت في المباراة أمام إنجلترا. أكد رابح سعدان مدرب المنتخب الجزائري أن مواجهة الولايات المتحدة ستكون فرصة أخرى للوقوف على المستوى الحقيقي لفريقه وأوضح سعدان أنه درس مع اللاعبين شريط مباراة أمريكا وسلوفينيا وأكد أن نقاط قوة المنتخب الأمريكي تكمن في روحه الجماعية وإرادته القوية رغم أنه لا يضم نجوما بين صفوفه وأن نقاط ضعفه قليلة جدا. قال رابح سعدان المدير الفني للمنتخب الجزائري إنه سيحدد وجهته المستقبلية عقب نهائيات كأس العالم 2010 المقامة حاليا بجنوب أفريقيا. أكد لاعبو المنتخب الجزائري جاهزيتهم لتحقيق الفوز على المنتخب الأمريكي والتأهل إلى الدور الثاني وصرح عنتر يحيى قائد المنتخب الجزائري بأن معنويات اللاعبين عالية وأنهم يركزون فقط على كيفية تحقيق الفوز الذي يسعد ملايين الجزائريين أما الظهير نذير بلحاج فقد أشار إلى أن الأجواء الجيدة التي تسود المنتخب تساعد على تقديم اللاعبين أفضل ما لديهم متمنيا أن ينجح الفريق في الوصول إلى الشباك وأن يحقق الفوز المطلوب وذكر لاعب الوسط مهدي لحسن أنه لا يخشى أي شيء وقال أن المنتخب الجزائري مستعد بنسبة 100 بالمائة للمواجهة واعترف المهاجم رياض بودبوز بأنه وجد كل المساعدة للاندماج بشكل سريع مع الفريق رغم أنضمامه المتأخر وأنه سيبذل كل ما بوسعه لاستغلال أي فرصة تتاح أمامه وأكد لاعب الوسط كريم زياني أن المنتخب الجزائري على بعد 90 دقيقة فقط من دخول التاريخ وأن سيبذل قصارى جهده من أجل الفوز بالمباراة وتحقيق هذا الهدف ووصف زياني هذه المباراة بالنهائي الذي لا يجب خسارته رغم إدراكه بأن المنافس لا يستسلم إلا بعد صفارة نهاية المباراة وقال المهاجم رفيق زهير جبور إن المنتخب الجزائري على موعد مع التاريخ وأنه سيتعامل مع المباراة وكأنه نهائي يفتح له باب التأهل إلى الدور الثاني وأشار جبور إلى أن الفريق سيلعب بطريقة هجومية لتجاوز العقبة الأمريكية الصعبة. أثارت تصرفات حارس مرمى المنتخب الجزائري فوزي شاوشي موجة من الاستياء داخل معسكر الفريق الذي يستعد لمواجهة نظيره الأمريكي وطلب شاوشي من المدير الفني رابح سعدان تفسيرات حول عدم إشراكه في المباراة القادمة لكونه بات جاهزا ولا يعاني من أية إصابات وكان نفس اللاعب احتج على مدربه بسبب إبقائه على مقعد البدلاء في مباراة الجزائر أمام إنجلترا. يشعر لاعبو المنتخب الجزائري بالملل في فندق موندازور الذي يقيمون فيه منذ سفرهم إلى جنوب أفريقيا قبل أسبوعين للمشاركة في كأس العالم 2010 ويقع فندق موندازور بمنطقة هادئة لكنها معزولة في سان لامير بمقاطعة كوازولو ناتال ولا يشمل وسائل ترفيه كالإنترنت والألعاب وهو ما أصاب اللاعبين بالملل وأدخلهم في عالم الرتابة والروتين وانتقدت بعض المصادر اختيار فندق موندازور على اعتبار أن المنتخبات الأخرى تقيم بفنادق من فئة الخمس نجوم. ذكر مصدر مسئول في المنتخب الجزائري أن اللاعب كريم زياني يعاني من إصابة بسيطة في إصبع القدم لا تدعو للقلق. بدأت المباراة في تمام الساعة الرابعة بالتوقيت المحلي. كادت المباراة أن تنتهي بالتعادل السلبي لكن لاندون دونوفان نجح في حسم المباراة وبطاقة التأهل لصالح المنتخب الأمريكي حيث سجل هدف الفوز 1/0 إثر تمريرة عرضية من إدسون بودلي ثم أنهى المنتخب الجزائري المباراة بعشرة لاعبين حيث طرد قائده عنتر يحيى لحصوله على الإنذار الثاني. تم اختيار مهاجم منتخب الولايات المتحدة لاندون دونوفان أفضل لاعب في المباراة. أبدى بوب برادلي المدير الفني للمنتخب الأمريكي سعادته بأداء لاعبيه في المباراة التي فاز فيها الفريق على نظيره الجزائري 1/0 وأكد برادلي أن المنتخب الأمريكي أصبح فريقا استثنائيا بالفعل بفضل مجموعة من العوامل أهمها روحه الجماعية مشددا على الخبرة التي اكتسبها من مشاركته الأخيرة في بطولة كأس القارات والدرس الذي استخلصه من مشاركته في نهائيات كأس العالم الماضية وأشار إلى أن تأهل أمريكا إلى الدور الثاني سيسرع من وتيرة تطور كرة القدم ببلاده. قال رابح سعدان المدير الفني للمنتخب الجزائري أن هزيمة فريقه أمام سلوفينيا هي سبب خروجه من الدور الأول وأكد سعدان أنه أشرك اللاعبين الذين يظهرون بأفضل حالاتهم مشيرا إلى أنه لم يكن يتوقع أن تحدث المعجزة بعد 24 عاما من الغياب عن المشاركة في المونديال ورفض سعدان الفصل مجددا في مستقبله مؤكدا بأنه اتخذ قراره وسيبلغه لرئيس الاتحاد الجزائري لكرة القدم الذي سيجتمع به في الأيام القليلة المقبلة مضيفا أن الكثير تمنوا ذهابه منذ مدة وأكد أن المنتخبات الأفريقية في الطريق الصحيح لأنها تملك مؤهلات فردية كبيرة وهي بحاجة إلى الانضباط والاستقرار على مستوى الأجهزة الفنية. أكد عنتر يحيى قائد المنتخب الجزائري أن زملاءه دافعوا كالأسود عن حظوظ الفريق في المباراة التي خسرها أمام نظيره الأمريكي وأكد يحيى أنه لم يفهم لماذا أشهر الحكم البطاقة الحمراء في وجهه عند نهاية المباراة مشيرا انه لم يرتكب أي خطأ أو تفوه بكلام يستحق عليه أن يطرد ومن جهته قال مجيد بوقرة أن الجزائر قدمت أداء جيدا وطالب الجماهير بالوقوف وراء المنتخب الذي عليه أن يستعد من الآن لنهائيات كأس العالم 2014 واعتبر كريم زياني أن المنتخب الجزائري أضاع على نفسه فرصة التأهل إلى الدور الثاني لأنه كان مطالبا بالفوز على أمريكا وهو ما لم يستطع فعله مشيرا بأن المشاركة في المونديال أكسبت اللاعبين الخبرة وسمحت لهم بتقديم صورة جميلة عن كرة القدم الجزائرية وقال كريم مطمور أن المنتخب الجزائري أثبت أنه في تحسن كبير وأنه يعرف لعب كرة القدم ومستقبله مشرق خاصة وأن متوسط أعمار الفريق لا يتجاوز 25 عاما وأشار مهدي لحسن إلى أن الجزائر رهنت حظوظها في المرور إلى الدور الثاني بخسارتها للمباراة الأولى أمام سلوفينيا وأنه كان من الصعب الفوز على منتخب قوي كالفريق الأمريكي وأكد رفيق حليش أن الجزائر أدت مونديال جيد رغم غياب الأهداف والفعالية على مستوى الخط الأمامي.

### إنجلترا - سلوفينيا
يجري المنتخب الإنجليزي مباحثات سعيا لتصفية الأجواء قبل المباراة المصيرية أمام سلوفينيا واعترف المدافع جون تيري بوجود تيار مرتفع من التوتر داخل معسكر الفريق الإنجليزي ولكنه نفى التقارير التي تتحدث عن حدوث تمرد وتوقع تيري أن يكون الاجتماع عاصفا قياسا بما حدث لزميله في تشيلسي نيكولاس أنيلكا الذي استبعد من المنتخب الفرنسي بعد نشوب خلاف مع المدرب ريمون دومينيك ولكن القائد السابق للمنتخب الإنجليزي نفى وجود حالة تمرد داخل المعسكر الإنجليزي. أكدت شرطة جنوب أفريقيا أنه تم اعتقال المشجع الذي اقتحم غرفة خلع ملابس المنتخب الإنجليزي في كيب تاون لتوبيخ اللاعبين على أدائهم الباهت خلال مباراة الجزائر ووجهت له تهمة التعدي على ممتلكات الغير. أبدى لاعب الوسط البرتغالي كريستيانو رونالدو تعاطفه مع زميله السابق في مانشستر يونايتد الإنجليزي واين روني الذي وجهت إليه انتقادات لاذعة بسبب تراجع مستواه مع المنتخب الإنجليزي خلال كأس العالم. ستتسبب الإصابة في غياب المدافع ليدلي كينغ عن مباراة إنجلترا الحاسمة أمام سلوفينيا وعاد اللاعب إلى الغياب عن التدريبات بسبب إصابته في عضلة الفخذ وبما أن بديله جيمي كاراغر موقوف للإنذار الثاني بات على المدير الفني فابيو كابيلو إعادة ترتيب خط دفاعه وقد يشارك ماثيو أبسون أو مايكل داوسون للمرة الأولى في البطولة ليلعب أحدهما في قلب الدفاع إلى جوار جون تيري كما لم تتأكد مشاركة مايكل كاريك الذي لم يتدرب هو الآخر بسبب آلام في الكاحل. اختير الحكم الألماني وولفجانج ستارك لإدارة المباراة المرتقبة بين منتخبي سلوفينيا وإنجلترا رغم الانتقادات اللاذعة التي تعرض لها من جانب الاتحاد الدولي لكرة القدم بسبب طريقة إدارته لمباراة الأرجنتين ونيجيريا في مونديال جنوب أفريقيا. وتعرض ستارك لانتقادات قوية من جانب لجنة الحكام التابعة للفيفا لعدم إلغاء هدف الفوز للأرجنتين بسبب اعتراض والتر صامويل طريق لاعب منافس أثناء تسديد غابريل هاينزه الضربة الرأسية التي سجله منها هدف الحسم ولكن هذا الخطأ لم يمنع منظمي كأس العالم من اختيار ستارك لإدارة مباراة مصيرية أخرى ولكن بالتأكيد سيتم وضع قراراته واختيار لجنة الحكام بالفيفا له تحت المجهر الدقيق وكان ستارك هو الوحيد الذي يتم اختياره من قبل الفيفا لإدارة مباراة أخرى بين ستة حكام على الأقل تعرضوا لانتقادات بشكل لاذع بسبب قراراتهم التحكيمية. بعد ظهور بوادر فتنة استعاد المدرب الإيطالي فابيو كابيلو السيطرة الكاملة على المنتخب الإنجليزي بعد أن منع حدوث تمرد محتمل وما زال غير واضح ما قيل خلال الاجتماع ولكن يعتقد أن كابيلو قدم بعض التنازلات لتهدئة مخاوف لاعبيه وأعرب اللاعبون عن عدم سعادتهم إزاء اعتياد كابيلو الإعلان عن قائمة اللاعبين قبل ساعتين فقط من انطلاق المباريات وهو الأمر الذي تردد أنه طرح على قائمة اجتماع الأزمة. عاد لاعب الوسط مايكل كاريك إلى تدريبات المنتخب الإنجليزي وبات جاهزا لخوض المباراة المهمة أمام سلوفينيا. ردت الصحافة البريطانية في غضب على قرار الاتحاد الدولي لكرة القدم بتعيين حكم ألماني لإدارة مباراة البلاد المصيرية أمام سلوفينيا ويوجد احتمال كبير أن تواجه إنجلترا منتخب ألمانيا في دور الثمن النهائي من البطولة مما أثار المخاوف في بريطانيا من أن يبالغ الحكم فولفغانغ شتارك في منح لاعبي المنتخب الإنجليزي البطاقات مما سيؤدي إلى إيقافهم في مباراة البلاد بالدور التالي وسيتم إيقاف ستيفن جيرارد وجايمس ميلنر عن مباراة إنجلترا التالية بالمونديال إذا ما حصلوا على إنذارات في المباراة القادمة ومما زاد من القلق الإنجليزي تجاه تحكيم شتارك هو نشوب خلاف بينه وبين مدافع إنجلترا جون تيري في العام الماضي حيث اتهم مدافع تشيلسي الحكم الألماني بأنه لا يحترمه عندما أدار شتارك مباراة الدور قبل النهائي بدوري أبطال أوروبا بين تشيلسي وبرشلونة الموسم قبل الماضي. قال ستيفن جيرارد قائد المنتخب الإنجليزي أن فريقه سيصحح الأخطاء التي ارتكبها في مباراتيه مع المنتخبين الجزائري والأمريكي ليجعل بلده تفتخر به ونفى جيرارد ما تردد من أنباء عن وجود ضغوط من اللاعبين على كابيلو لإدراج لاعب الوسط جو كول ضمن التشكيل الأساسي للفريق. دفع الإيطالي فابيو كابيلو المدير الفني للمنتخب الإنجليزي باللاعبين جيمس ميلنر وجيرمان ديفو في تشكيل المنتخب في مباراته أمام نظيره السلوفيني ويشارك الثنائي ميلنر وديفو مكان لاعب خط الوسط آرون لينون والمهاجم إيميل هيسكي الذين استبعدهما كابيلو من التشكيل الأساسي ولكن لم يكن للاعب الوسط جو كول مكان في التشكيل الأساسي رغم أن قائد المنتخب السابق جون تيري طلب إشراكه في المباراة التي يجب على المنتخب الإنجليزي تحقيق الفوز فيها كي يتأهل بعدما تعادل في مباراتيه الماضيتين بالمجموعة أمام أمريكا والجزائر وحافظ المخضرم ديفيد جيمس على مكانه في حراسة مرمى المنتخب الإنجليزي كما دفع كابيللو في الدفاع بالرباعي تيري وأشلي كول وغلين جونسون وماتيو ابسون الذي يلعب مكان جيمي كاراجر الموقوف وفي خط الوسط يشارك ميلنر وفرانك لامبارد وغاريث باري وستيفن جيرارد، بينما يشارك ديفو إلى جوار واين روني في خط الهجوم. أعرب ماتياز كيك المدير الفني للمنتخب السلوفيني عن تفاؤله الشديد قبل المواجهة المرتقبة لفريقه مع نظيره الإنجليزي. بدأت المباراة في تمام الساعة الرابعة بالتوقيت المحلي. أسفرت الهجمات الإنجليزية عن هدف التقدم في الدقيقة 23 اثر تمريرة عرضية متقنة لعبها جيمس ميلنر من الناحية اليمنى وقابلها جيرمين ديفو بتسديدة مباشرة بركبته اليمنى من مسافة قريبة لتمر الكرة من فوق الحارس مباشرة إلى داخل الشباك لتنتهي المباراة بفوز إنجلترا 1/0. تم اختيار مهاجم منتخب إنجلترا جيرماين ديفو أفضل لاعب في المباراة. أكد الإيطالي فابيو كابيللو المدير الفني للمنتخب الإنجليزي أن فريقه استعاد روحه القتالية العالية خلال مباراته أمام سلوفينيا. أكد ماتياز كيك المدير الفني للمنتخب السلوفيني أن فريقه حقق إنجازا في بطولة كأس العالم رغم هزيمته أمام إنجلترا.

## إنجلترا × الولايات المتحدة
| إنجلترا   | 1 – 1   | الولايات المتحدة |
| --------- | ------- | ---------------- |
| جيرارد 4' | التقرير | 40' ديمبسي       |

| إنجلترا | الولايات المتحدة |

| إنجلترا:     |    |                       |     |     |
|              |    |                       |     |     |
| GK           | 12 | روبرت غرين            |     |     |
| RB           | 2  | غلين جونسون           |     |     |
| CB           | 6  | جون تيري              |     |     |
| CB           | 20 | ليدلي كينغ            |     | 46' |
| LB           | 3  | أشلي كول              |     |     |
| RW           | 7  | آرون لينون            |     |     |
| CM           | 4  | ستيفن جيرارد (القائد) | 61' |     |
| CM           | 8  | فرانك لامبارد         |     |     |
| LW           | 16 | جايمس ميلنر           | 26' | 30' |
| CF           | 10 | واين روني             |     |     |
| CF           | 21 | إيميل هيسكي           |     | 79' |
| البدلاء:     |    |                       |     |     |
| MF           | 17 | شون رايت فيليبس       |     | 30' |
| DF           | 18 | جيمي كاراغر           | 60' | 46' |
| FW           | 9  | بيتر كراوتش           |     | 79' |
| المدرب:      |    |                       |     |     |
| فابيو كابيلو |    |                       |     |     |

| الولايات المتحدة: |    |                           |     |     |
|                   |    |                           |     |     |
| GK                | 1  | تيم هاوارد                |     |     |
| RB                | 6  | ستيف تشيروندولو           | 39' |     |
| CB                | 5  | أوغوتشي أونييوو           |     |     |
| CB                | 15 | جاي ديميريت               | 47' |     |
| LB                | 3  | كارلوس بوكانيغرا (القائد) |     |     |
| RW                | 10 | لاندون دانوفان            |     |     |
| CM                | 4  | ميكائيل برادلي            |     |     |
| CM                | 13 | ريكاردو كلارك             |     |     |
| LW                | 8  | كلينت ديمبسي              |     |     |
| CF                | 17 | جوزي ألتيدور              |     | 86' |
| CF                | 20 | روبي فيندلي               | 74' | 77' |
| البدلاء:          |    |                           |     |     |
| CF                | 14 | إيدسون بادل               |     | 77' |
| MF                | 11 | ستوارت هولدين             |     | 86' |
| المدرب:           |    |                           |     |     |
| بوب برادلي        |    |                           |     |     |

| رجل المباراة: تيم هاوارد مساعدي الحكم: ألتيمير هاوسمان روبيرتو براتز الحكم الرابع: إيدي مايلت |

## الجزائر × سلوفينيا
| الجزائر | 0 – 1   | سلوفينيا  |
| ------- | ------- | --------- |
|         | التقرير | كورين 79' |

| الجزائر | سلوفينيا |

| الجزائر:   |    |                    |         |     |
|            |    |                    |         |     |
| GK         | 16 | فوزي شاوشي         |         |     |
| MF         | 21 | فؤاد قادر          |         | 82' |
| DF         | 2  | مجيد بوقرة         |         |     |
| DF         | 3  | نذير بلحاج         |         |     |
| DF         | 4  | عنتر يحيى (القائد) |         |     |
| DF         | 5  | رفيق حليش          |         |     |
| MF         | 8  | مدحي لحسن          |         |     |
| MF         | 15 | كريم زياني         |         |     |
| MF         | 19 | حسان يبدة          | 90+5'   |     |
| FW         | 11 | رفيق جبور          |         | 58' |
| FW         | 13 | كريم مطمور         |         | 81' |
| البدلاء:   |    |                    |         |     |
| FW         | 9  | عبد القادر غزال    | 59' 73' | 58' |
| FW         | 10 | رفيق صايفي         |         | 81' |
| MF         | 17 | عدلان قديورة       |         | 82' |
| المدرب:    |    |                    |         |     |
| رابح سعدان |    |                    |         |     |

| سلوفينيا:  |    |                        |       |     |
|            |    |                        |       |     |
| GK         | 1  | سمير هاندانوفيتش       |       |     |
| DF         | 2  | ميشو بريتشكو           |       |     |
| DF         | 4  | ماركو سولير            |       |     |
| DF         | 5  | بوشتيان سيزار          |       |     |
| DF         | 13 | بويان جوكيتش           |       |     |
| MF         | 8  | روبرت كورين (القائد)   |       |     |
| MF         | 17 | أندراتز كيرم           |       |     |
| MF         | 18 | أليكسندر رادوسافليفيتش | 35'   | 87' |
| FW         | 10 | فالتر بيرسا            |       | 84' |
| FW         | 11 | ميليفوي نوفاكوفيتش     |       |     |
| FW         | 14 | زلاتكو ديديتش          |       | 53' |
| البدلاء:   |    |                        |       |     |
| FW         | 9  | زلاتان لوبليانكيتش     |       | 53' |
| FW         | 7  | نيش بيتشنيك            |       | 84' |
| MF         | 20 | أندري كوماتش           | 90+3' | 87' |
| المدرب:    |    |                        |       |     |
| ماتياز كيك |    |                        |       |     |

| رجل المباراة: روبرت كورين مساعدي الحكم: باتريسيو باسوالتو فرانشيسكو مونريا الحكم الرابع: بيتر أوليري |

## سلوفينيا × الولايات المتحدة

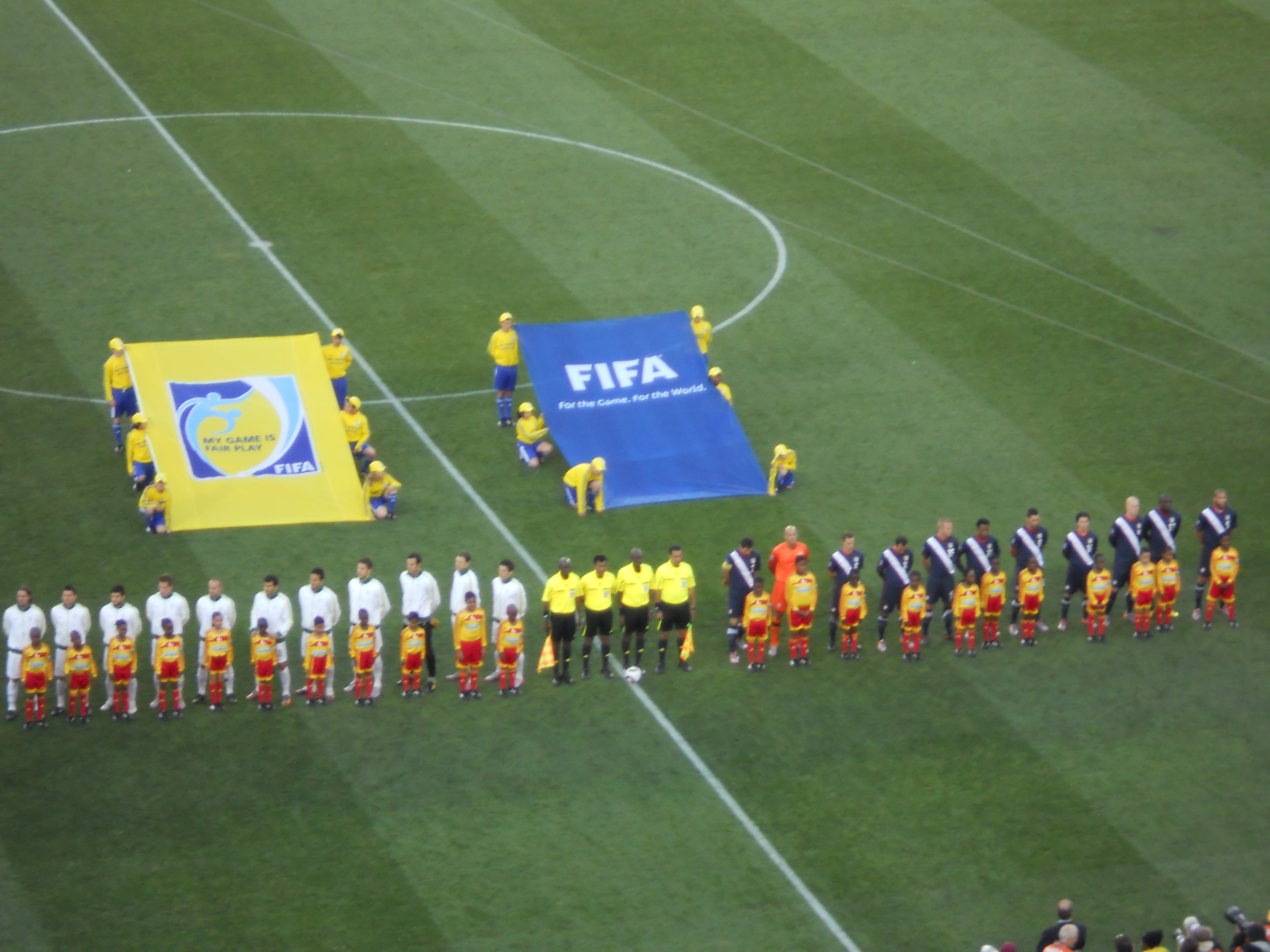
مباراة سلوفينيا والولايات المتحدة

| سلوفينيا                                 | 2 – 2   | الولايات المتحدة                        |
| ---------------------------------------- | ------- | --------------------------------------- |
| فالتر بيرسا 13' · زلاتان لوبليانكيتش 42' | التقرير | 48' لاندون دانوفان · 82' ميكائيل برادلي |

| سلوفينيا | الولايات المتحدة |

| سلوفينيا:  |    |                        |     |       |       |
|            |    |                        |     |       |       |
| GK         | 1  | سمير هاندانوفيتش       |     |       |       |
| DF         | 2  | ميشو بريتشكو           |     |       |       |
| DF         | 4  | ماركو سولير            | 69' |       |       |
| DF         | 5  | بوشتيان سيزار          | 35' |       |       |
| DF         | 13 | بويان جوكيتش           | 75' |       |       |
| MF         | 17 | أندراتز كيرم           | 72' |       |       |
| MF         | 8  | روبرت كورين (الفائد)   |     |       |       |
| MF         | 18 | أليكسندر رادوسافليفيتش |     |       |       |
| FW         | 10 | فالتر بيرسا            |     | 87'   |       |
| FW         | 9  | زلاتان لوبليانكيتش     |     | 74'   |       |
| FW         | 11 | ميليفوي نوفاكوفيتش     |     |       |       |
| البدلاء:   |    |                        |     |       |       |
| FW         | 7  | نيش بيتشنيك            |     | 74'   |       |
| FW         | 14 | زلاتكو ديديتش          |     | 87'   | 90+4' |
| FW         | 20 | أندري كوماتش           |     | 90+4' |       |
| المدرب:    |    |                        |     |       |       |
| ماتياز كيك |    |                        |     |       |       |

| الولايات المتحدة: |    |                           |     |     |
|                   |    |                           |     |     |
| GK                | 1  | تيم هاوارد                |     |     |
| DF                | 6  | ستيف تشيروندولو           |     |     |
| DF                | 15 | جاي ديميريت               |     |     |
| DF                | 5  | أوغوتشي أونييوو           |     | 80' |
| DF                | 3  | كارلوس بوكانيغرا (القائد) |     |     |
| MF                | 8  | كلينت ديمبسي              |     |     |
| MF                | 4  | ميكائيل برادلي            |     |     |
| MF                | 16 | خوسيه توريس               |     | 46' |
| MF                | 10 | لاندون دانوفان            |     |     |
| FW                | 17 | جوزي ألتيدور              |     |     |
| FW                | 20 | روبي فيندلي               | 40' | 46' |
| البدلاء:          |    |                           |     |     |
| MF                | 22 | بيني فيلهابر              |     | 46' |
| MF                | 19 | إدو موريس                 |     | 46' |
| FW                | 9  | هركوليز جوميز             |     | 80' |
| المدرب:           |    |                           |     |     |
| بوب برادلي        |    |                           |     |     |

| رجل المبارة: لاندون دانوفان مساعدي الحكم: رضوان عشي مانويل كونديدو انانسيو الحكم الرابع: صبح الدين محمد صالح الحكم الخامس: جيفري جو كيك فينغ |

## إنجلترا × الجزائر

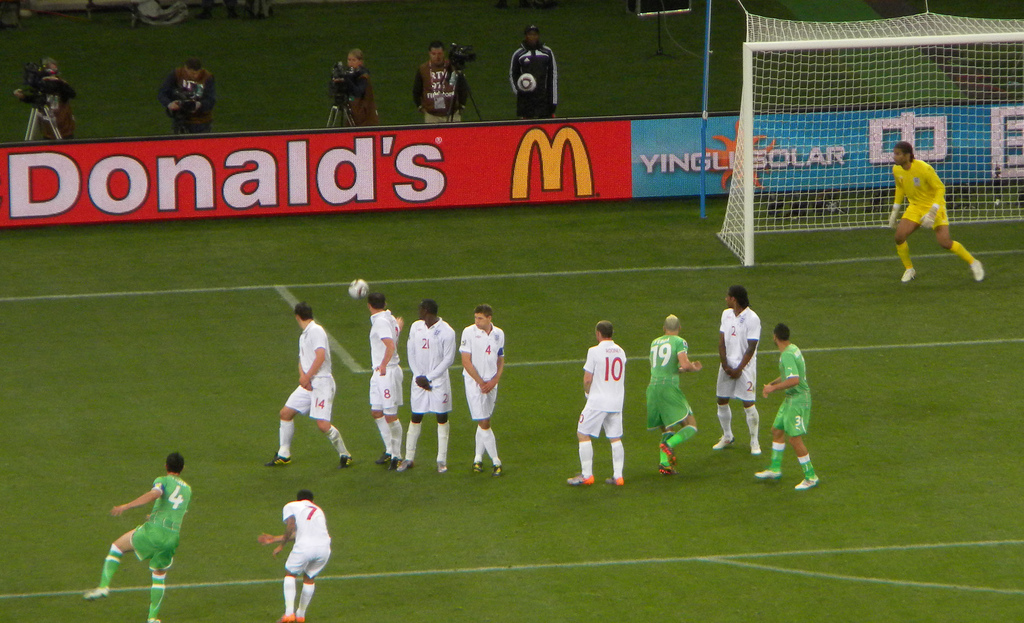
مباراة إنجلترا والجزائر

| إنجلترا | 0 – 0   | الجزائر |
| ------- | ------- | ------- |
|         | التقرير |         |

| إنجلترا | الجزائر |

| إنجلترا:     |    |                       |     |     |
|              |    |                       |     |     |
| GK           | 1  | ديفيد جيمس            |     |     |
| RB           | 2  | غلين جونسون           |     |     |
| CB           | 6  | جون تيري              |     |     |
| CB           | 18 | جيمي كاراغر           | 58' |     |
| LB           | 3  | أشلي كول              |     |     |
| CM           | 14 | غاريث باري            |     | 84' |
| CM           | 8  | فرانك لامبارد         |     |     |
| RW           | 7  | آرون لينون            |     | 63' |
| LM           | 4  | ستيفن جيرارد (القائد) |     |     |
| SS           | 10 | واين روني             |     |     |
| CF           | 21 | إيميل هيسكي           |     | 74' |
| البدلاء:     |    |                       |     |     |
| MF           | 17 | شون رايت فيليبس       |     | 63' |
| FW           | 19 | جيرمان ديفو           |     | 74' |
| FW           | 9  | بيتر كراوتش           |     | 84' |
| المدرب:      |    |                       |     |     |
| فابيو كابيلو |    |                       |     |     |

| الجزائر:   |    |                    |     |     |
|            |    |                    |     |     |
| GK         | 23 | رايس مبولحي        |     |     |
| RB         | 2  | مجيد بوقرة         |     |     |
| CB         | 3  | نذير بلحاج         |     |     |
| LB         | 4  | عنتر يحيى (القائد) |     |     |
| CM         | 19 | حسان يبدة          |     | 88' |
| CM         | 8  | مدحي لحسن          | 85' |     |
| RW         | 21 | فؤاد قادر          |     |     |
| LW         | 5  | رفيق حليش          |     |     |
| AM         | 7  | رياض بودبوز        |     | 74' |
| AM         | 15 | كريم زياني         |     | 81' |
| CF         | 13 | كريم مطمور         |     |     |
| البدلاء:   |    |                    |     |     |
| MF         | 22 | جمال عبدون         |     | 74' |
| MF         | 17 | عدلان قديورة       |     | 81' |
| DF         | 20 | جمال مصباح         |     | 88' |
| المدرب:    |    |                    |     |     |
| رابح سعدان |    |                    |     |     |

| رجل المباراة: أشلي كول مساعدي الحكم: رافاييل إلياسوف بهادير كودتشكاروف الحكم الرابع: ميكائيل هستر الحكم الخامس: جان-هندريك هينتز |

## سلوفينيا - إنجلترا
| سلوفينيا | 0 – 1 | إنجلترا         |
| -------- | ----- | --------------- |
|          | تقرير | جيرمان ديفو 23' |

| سلوفينيا | إنجلترا |

| سلوفينيا:  |    |                        |     |     |
|            |    |                        |     |     |
| حارس مرمى  | 1  | سمير هاندانوفيتش       |     |     |
| ظهير أيمن  | 2  | ميشو بريتشكو           |     |     |
| قلب دفاع   | 4  | ماركو شولير            |     |     |
| قلب دفاع   | 5  | بوشتيان سيزار          |     |     |
| ظهير أيسر  | 13 | بويان يوكيتش           | 40' |     |
| وسط أيمن   | 10 | فالتر بيرسا            | 79' |     |
| وسط محوري  | 8  | روبيرت كورين           |     |     |
| وسط محوري  | 18 | ألكسندر رادوسافلييفيتش |     |     |
| وسط أيسر   | 17 | أندراز كيرم            |     | 79' |
| مهاجم      | 9  | زلاتان ليوبييانكيتش    |     | 62' |
| مهاجم      | 11 | ميليفوي نوفاكوفيتش     |     |     |
| البدلاء:   |    |                        |     |     |
| مهاجم      | 14 | زلاتكو ديديتش          | 81' | 62' |
| مهاجم      | 23 | تيم ماتافز             |     | 79' |
| المدرب:    |    |                        |     |     |
| ماتياز كيك |    |                        |     |     |

| إنجلترا:     |    |               |     |     |
|              |    |               |     |     |
| حارس مرمى    | 1  | ديفيد جيمس    |     |     |
| ظهير أيمن    | 2  | غلين جونسون   | 48' |     |
| قلب دفاع     | 15 | ماثيو أبسون   |     |     |
| قلب دفاع     | 6  | جون تيري      |     |     |
| ظهير أيسر    | 3  | أشلي كول      |     |     |
| وسط أيمن     | 4  | ستيفن جيرارد  |     |     |
| وسط محوري    | 8  | فرانك لامبارد |     |     |
| وسط محوري    | 14 | غاريث باري    |     |     |
| وسط أيسر     | 16 | جايمس ميلنر   |     |     |
| مهاجم        | 19 | جيرمان ديفو   |     | 86' |
| مهاجم        | 10 | واين روني     |     | 72' |
| البدلاء:     |    |               |     |     |
| وسط          | 11 | جو كول        |     | 72' |
| مهاجم        | 21 | إيميل هيسكي   |     | 86' |
| المدرب:      |    |               |     |     |
| فابيو كابيلو |    |               |     |     |

| أفضل لاعب في المباراة: جايمس ميلنر (إنجلترا) مساعد الحكم: يان هيندريك سالفر (ألمانيا) مايك بيكل (ألمانيا) الحكم الرابع: جويل أغويلار (السلفادور) الحكم الخامس: ويليام توريس (السلفادور) |

## الولايات المتحدة - الجزائر
| الولايات المتحدة     | 1 – 0 | الجزائر |
| -------------------- | ----- | ------- |
| لاندون دونوفان 90+1' | تقرير |         |

| الولايات المتحدة | الجزائر |

| الولايات المتحدة: |    |                  |     |     |
|                   |    |                  |     |     |
| حارس مرمى         | 1  | تيم هاوارد       |     |     |
| ظهير أيمن         | 12 | جوناثان برينستن  |     | 80' |
| قلب دفاع          | 15 | جاي ديميريت      |     |     |
| قلب دفاع          | 3  | كارلوس بوكانيغرا |     |     |
| ظهير أيسر         | 6  | ستيف تشيروندولو  |     |     |
| وسط محوري         | 4  | ميكائيل برادلي   |     |     |
| وسط محوري         | 19 | موريس إديو       |     | 64' |
| جناح أيمن         | 8  | كلينت ديمبسي     |     |     |
| جناح أيسر         | 10 | لاندون دونوفان   |     |     |
| مهاجم خلفي        | 17 | جوزي ألتيدور     | 62' |     |
| مهاجم             | 9  | هيركوليز غوميز   |     | 46' |
| البدلاء:          |    |                  |     |     |
| وسط               | 22 | بيني فيلهابر     |     | 46' |
| مهاجم             | 14 | إدسون بادل       |     | 64' |
| وسط               | 7  | داماركوس بيزلي   | 90' | 80' |
| المدرب:           |    |                  |     |     |
| بوب برادلي        |    |                  |     |     |

| الجزائر:   |    |                 |           |     |
|            |    |                 |           |     |
| حارس مرمى  | 23 | رايس مبولحي     |           |     |
| قلب دفاع   | 2  | مجيد بوقرة      |           |     |
| قلب دفاع   | 5  | رفيق حليش       |           |     |
| قلب دفاع   | 4  | عنتر يحيى       | 76' 90+3' |     |
| وسط أيمن   | 21 | فؤاد قادر       |           |     |
| وسط محوري  | 19 | حسان يبدة       | 12'       |     |
| وسط محوري  | 8  | مدحي لحسن       | 83'       |     |
| وسط أيسر   | 3  | نذير بلحاج      |           |     |
| وسط مهاجم  | 13 | كريم مطمور      |           | 84' |
| وسط مهاجم  | 15 | كريم زياني      |           | 69' |
| مهاجم      | 11 | رفيق زهير جبور  |           | 65' |
| البدلاء:   |    |                 |           |     |
| مهاجم      | 9  | عبد القادر غزال |           | 65' |
| وسط        | 17 | عدلان قديورة    |           | 69' |
| وسط        | 10 | رفيق صايفي      |           | 84' |
| المدرب:    |    |                 |           |     |
| رابح سعدان |    |                 |           |     |

| أفضل لاعب في المباراة: لاندون دونوفان (الولايات المتحدة) مساعد الحكم: بيتر هيرمانز (بلجيكا) فالتر فرومانز (بلجيكا) الحكم الرابع: صبح الدين محمد صالح (ماليزيا) الحكم الخامس: ميو يوزين (الصين) |